# Hymenophyllum plicatum
Hymenophyllum plicatum är en hinnbräkenväxtart som beskrevs av Georg Friedrich Kaulfuss. Hymenophyllum plicatum ingår i släktet Hymenophyllum och familjen Hymenophyllaceae. Inga underarter finns listade.